# Simone Santi
Simone Santi (Città di Castello, 24 maggio 1966) è un giornalista arbitro di pallavolo italiano di Serie A considerato uno dei migliori al mondo. Ha diretto importanti incontri tra cui le Olimpiadi di Londra 2012. Oltre alle partite di campionato e coppa in Italia, ha arbitrato anche incontri internazionali in Giappone, Corea del Sud, Brasile, Argentina, Germania, Francia, Polonia, Russia, Regno Unito, Spagna, Portogallo, Turchia, Grecia ed Iran.
Il 1 agosto 2025 Simone Santi viene nominato dal Consiglio Federale FIPAV come Responsabile Nazionale dei Delegati Arbitrali e Supervisor.

## Biografia

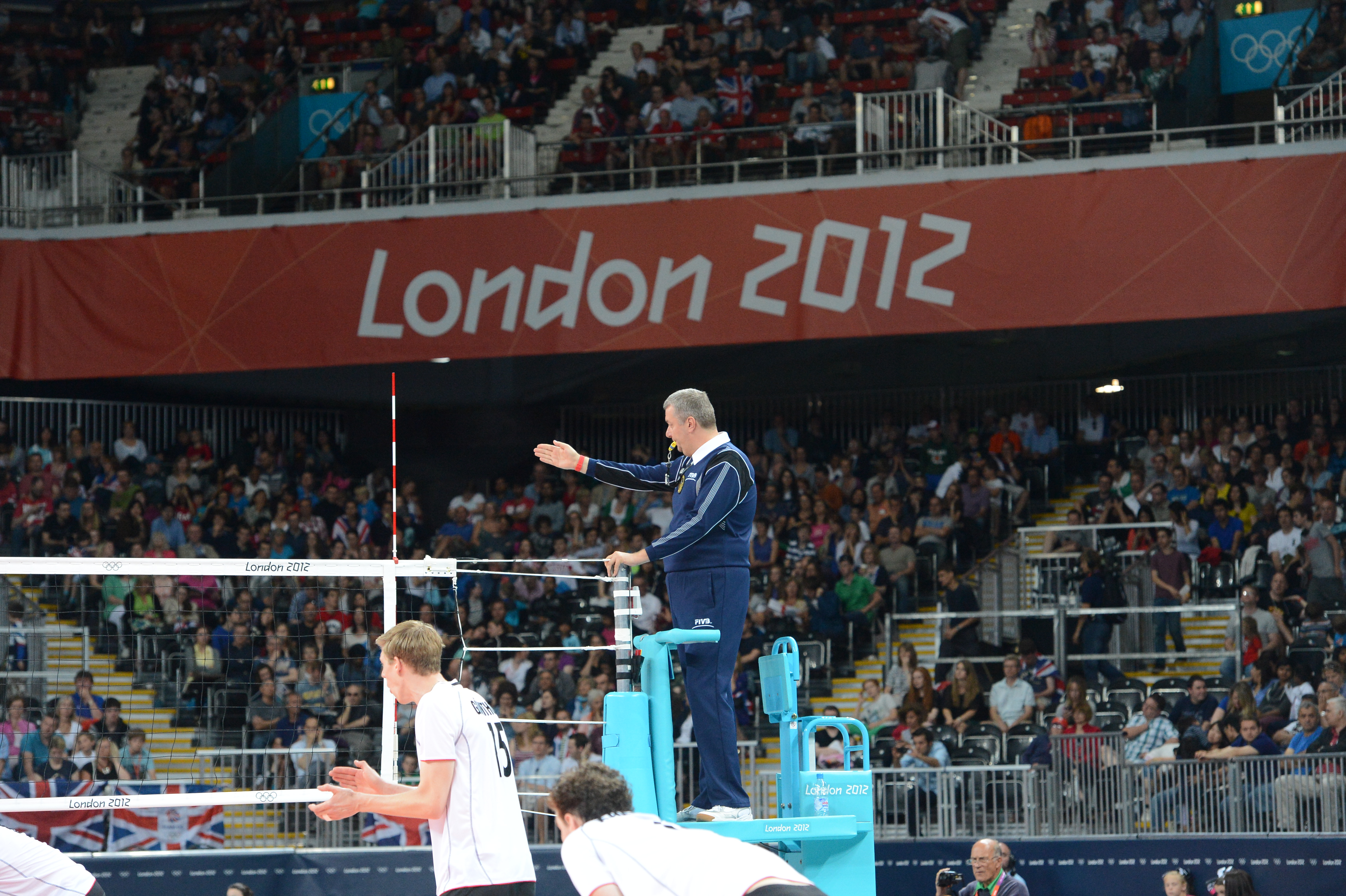
Simone Santi mentre arbitra la partita Russia-Germania durante le Olimpiadi di Londra 2012

Nato in Umbria e di professione giornalista televisivo. Vive a Città di Castello. È sposato con la moglie Sabine, con la quale ha avuto due figli Alberto e Bianca Maria.

## Carriera
Inizia ad arbitrare negli anni ottanta, nel 1994 diventa arbitro di Serie A, nel 2001 raggiunge il ruolo di arbitro internazionale FIVB. Nel 2007 viene designato per la World cup FIVB e nel 2009 per la Grand Champions Cup FIVB. Nel 2010 è designato in tre gare di European Champions League, nel Final round della FIVB World League in Argentina e nel Campionato del mondo maschile in Italia, di cui a Roma arbitra la finale Brasile-Cuba.
Nel 2011, su nomina del FIVB Board of Administration, diventa FIVB Referee, cioè entra nel gruppo dei migliori 15 arbitri di pallavolo in attività nel mondo. Nel 2012 è designato alle Olimpiadi di Londra, durante le quali arbitra 8 incontri. Nel 2013 ha arbitrato la Finale del Campionato Mondiale per club a Zurigo. Nel 2014 ha diretto il suo secondo Mondiale Maschile, in Polonia, dove ha diretto 11 gare tra le quali la semifinale Brasile - Francia. Nel 2018 l'FIVB ha convocato Simone Santi per il terzo Mondiale Maschile che si è svolto in Italia. In carriera ha arbitrato 18 finali scudetto di Serie A1 e 6 finali di Coppa Italia.
Il 21 aprile 2021 arbitra, in occasione della finale scudetto tra Conegliano e Novara, la sua ultima partita in carriera. Prosegue la carriera Internazionale in quanto FIVB e CEV alzano il limite di età. Nel 2022 Santi viene chiamato a dirigere il quarto Mondiale, il primo Femminile, in Polonia come Challenge Referee. Arriva fino alla semifinale Polonia - Serbia. Nel 2023 viene designato per due tappe di VNL a Nagoja in Giappone. Nel 2023 viene designato per le Qualificazioni Olimpiche a Ningbo in Cina.

## Premi e riconoscimenti
- Tifernate dell'anno 2012. Riconoscimento del Rotary Club Città di Castello.
- Premio Ilario Toniolo assegnato al miglior arbitro della Serie A, 2003[4] e 2008[5]
- Oscar del Volley come miglior arbitro 2003.[6]

## Onorificenze

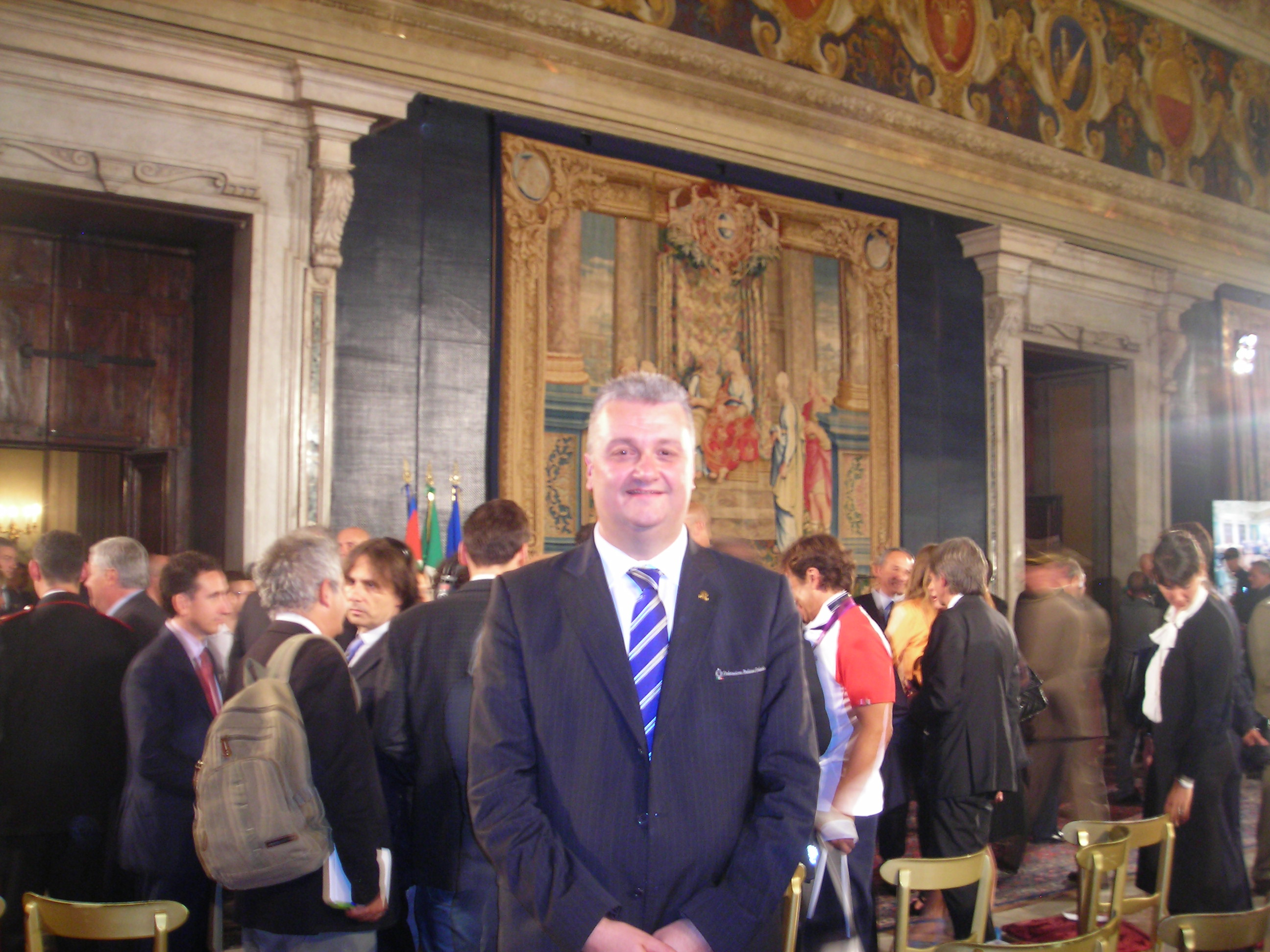
Simone Santi all'interno del Quirinale, poco prima di ricevere l'onorificenza di Commendatore

## Ambasciatore dell'Umbria nel Mondo
La Regione dell'Umbria ha nominato, il 4 marzo 2019, Simone Santi Ambasciatore dell'Umbria nel Mondo per meriti sportivi. Simone Santi è stato ricevuto nel Salone d'Onore della Regione Umbria dalla Presidente Catiuscia Marini e dall'Assessore Regionale allo sport Fabio Paparelli per il conferimento dell'importante onorificenza.

## Stella di Bronzo del CONI
Su iniziativa del Presidente Nazionale del CONI Giovanni Malagò e del Presidente del CONI Umbria Domenico Ignozza, il 13 dicembre 2016 Simone Santi è stato insignito della Stella di Bronzo al valore sportivo.
Alcune delle principali partite arbitrate da Santi:
| Competizione                                | Partita                                                        | luogo                                      | squadra vincitrice    |
| ------------------------------------------- | -------------------------------------------------------------- | ------------------------------------------ | --------------------- |
| Campionato del mondo maschile del 2010      | Finale: Brasile-Cuba                                           | Roma                                       | Brasile               |
| Grand Champions Cup maschile 2009           | Fase finale: Brasile-Giappone                                  | Nagoya                                     | Brasile               |
| World League 2010                           | Semifinale: Russia-Serbia                                      | Cordoba                                    | Russia                |
| Olimpiadi di Londra 2012                    | Semifinale: Brasile-Giappone                                   | Londra                                     | Brasile               |
| Coppa Italia maschile 2006-2007             | Finale: Sisley Volley-Piaggio Roma                             | Milano                                     | Sisley Treviso        |
| Coppa del Mondo femminile di pallavolo 2007 | 11 Partite Arbitrate                                           | Tokyo, Senday, Hamamatsu, Kumamoto, Nagoya | Italia                |
| Coppa del Mondo femminile di pallavolo 2011 | 9 Partite Arbitrate                                            | Tokyo, Osaka, Fukuoka, Nagoya              | Russia                |
| Women's Club World Championship 2013        | Final Match:VakıfBank Spor Kulübü - Rio de Janeiro Vôlei Clube | Zurigo                                     | VakıfBank Spor Kulübü |